# Hexenstein
Der Hexenstein (italienisch Sasso di Stria, ladinisch Sass de Stria) ist ein 2477 m s.l.m. hoher Berg in der Fanesgruppe in den Dolomiten. Der Berg wurde im Ersten Weltkrieg festungsartig ausgebaut. Teile des Stellungssystems sind noch vorhanden und teilweise in Wanderwege und Klettersteige eingebunden.

## Lage und Beschreibung
Der Berg liegt in der in zur italienischen Region Venetien gehörenden Provinz Belluno, unweit der Grenze zu Südtirol. Er erhebt sich am oberen Talende dreier Täler, dem nach Osten in Richtung Cortina d’Ampezzo verlaufenden Val Costeana, dem nach Süden verlaufenden und in das Val Cordevole mündenden Valle d’Andraz und dem an seiner Nordseite endenden St. Kassian-Tal, einem Seitental des Gadertals.
Der Hexenstein steht isoliert zwischen dem Falzaregopass (2105 m) und dem Valparolapass (2168 m). Letzterer trennt ihn im Nordosten vom Kleinen Lagazuoi (2778 m) und der übrigen Fanesgruppe ab. Im Südosten und vom Falzaregopass getrennt, erstreckt sich die Nuvolaugruppe mit dem Rücken des Monte Averau (2649 m). Südwestlich des Hexensteins liegen die ebenfalls im Ersten Weltkrieg hart umkämpften Col di Lana (2462 m) und Monte Sief (2424 m). Nördlich liegt der Valparolapass mit dem Valparolasee.
Der Berg zeigt auf der Südseite eine zu einem Sattel abfallende Wandflucht. Dem Sattel ist südlich eine runde hügelförmige 2305 m hohe Kuppe vorgelagert, die die darunter liegende zum Falzaregopass führende Dolomitenstraße überragt. Die Westseite fällt ebenfalls steil zur Valparolapassstraße ab. Die Nordseite bietet eher sanft ansteigende Hänge.
Die Rundsicht vom Gipfel reicht bis zur Puezgruppe im Nordwesten über die Sella und Marmolata (3334 m) im Westen und Südwesten, den Monte Pelmo (3168 m) im Südosten, und die Ampezzaner Dolomiten mit den Tofane (3244 m), dem Sorapiss (3205 m), der Croda-da-Lago-Gruppe (2715 m), den Cinque Torri (2316 m) und dem Antelao (3264 m) im Osten.

## Erster Weltkrieg
Der Hexenstein erlangte aufgrund seiner Lage am Scheitelpunkt dreier Täler eine wichtige strategische Bedeutung im Ersten Weltkrieg. Bereits um die Jahrhundertwende war der Valparolapass als potentielle Einbruchsstelle nach Norden in das Gadertal von Österreich-Ungarn mit dem Sperrwerk Tre Sassi befestigt worden. Bei Ausbruch des Ersten Weltkrieges war das Werk veraltet und hätte dem Beschuss durch moderne Belagerungsartillerie nicht standgehalten. Ein noch in Friedenszeiten geplanter Bau eines neuen modernen, unterirdisch angelegten Werkes unter dem Hexenstein mit zwei bis vier Haubitzen und einem Beobachtungsstand unter einer Panzerkuppel kam wegen fehlender finanzieller Mittel nicht über das Planungsstadium hinaus.
Zum Zeitpunkt des italienischen Kriegseintrittes im Mai 1915 war der Hexenstein – vom k.u.k. Militär meist mit dem italienischen Namen Sasso di Stria bezeichnet – nur mit Schützengräben befestigt worden. Das wie die übrigen italienischen Truppen nur zögerlich vorrückende IX. Armeekorps der  4. Armee verschaffte den Verteidigern Zeit, sich auf einen italienischen Angriff einzurichten.
Drei Wochen nach Kriegsbeginn starteten die Italiener im Juni 1915 ihre erster größere Offensivaktion, unter anderem mit dem Ziel über den Sasso di Stria in den Besitz des  Valparolapasses zu gelangen. In der Nacht auf den 15. Juni 1915 gelang es der 229. Kompanie des Alpini-Bataillons „Val Chisone“ von Süden kommend in die von einem Zug des III. Reservebataillons des k.u.k. 29. Infanterie-Regiments gehaltene Stellung auf dem Südsattel des Hexensteins einzudringen und die Besatzung gefangen zu nehmen. Unterstützt wurde der Angriff von einem Bataillon des 46. Infanterie-Regiments „Reggio“, das allerdings vergeblich gegen die österreichischen Verteidigungsstellungen östlich des Werkes Tre Sassi vorging, die später nach ihrem Kommandanten Enrich Vonbank benannt wurden.
Nach dem vergeblichen italienischen Angriff auf die Vonbank-Stellung hielten die Alpini auf dem Südsattel drei Tage lang dem heftigen österreichischen Artilleriebeschuss stand. Kurz bevor ein Gegenangriff auf die Stellung durch Truppen des Deutschen Alpenkorps – dem I. Bataillon des Königlich Bayerischen Jäger-Regiments Nr. 1 – zur Ausführung kam, zogen sich die Alpini am 18. Juni 1915 zurück. Der nicht mit der Armeeführung abgestimmte Rückzug kostete dem Befehlshaber des IX. Armeekorps, General Pietro Marini, den Posten.
Wenige Wochen später wurde der Angriffsplan im Zuge der Ersten Dolomitenoffensive wieder aufgenommen. Nach heftiger Artillerievorbereitung, bei der das Werk Tre Sassi sturmreif geschossen wurde, griffen die Alpini des Bataillons „Val Chisone“ am 8. Juli erneut den Südsattel des Hexensteins an. Diesmal gelang es den Alpini nicht sich festzusetzen. Auch vor der Vonbank-Stellung gelang es dem 81. Infanterie-Regiment „Torino“ nicht durchzubrechen. Unter großen Verlusten brach der Angriff schließlich zusammen.
In der Nacht vom 17. auf den 18. Oktober 1915 gelang es einer von Unterleutnant Mario Fusetti vom 81. Infanterie-Regiment „Torino“ angeführten Patrouille den Gipfel des Hexensteins zu besetzen. Vergeblich auf Verstärkungen wartend, wurden die Italiener bei der Rückeroberung des Gipfels durch die österreichisch-ungarischen Truppen aufgerieben. Der bei der Aktion gefallene Fusetti wurde posthum mit der Tapferkeitsmedaille in Gold ausgezeichnet. Seine sterblichen Überreste wurde nie gefunden. Danach kam es während des weiteren Kriegsverlaufes zu keinen weiteren italienischen Infanterieangriffen auf den Sasso di Stria.
Anfang 1916 ließ der Kommandant der k.u.k. Pustertaldivision Ludwig Goiginger einen  Verbindungsstollen durch die Ostflanke des Hexensteins bis zur Sattelstellung vortreiben, um die Besatzung der Sattelstellung gefahrlos versorgen zu können. Dieser war notwendig, da die Italiener nach der Besetzung der  Cengia Martini im Oktober 1915 am Kleinen Lagazuoi die Nachschublinien beschossen. Der 500 m lange Stollen war mit einer Küche, Lagerräumen, Unterkünften für Mannschaften und Offiziere, einem Befehlsstand, einer Telefonzentrale, Stromgenerator und Zisternen ausgestattet. Zwei aus dem Werk Tre Sassi stammende 8 cm Kanonen, Maschinengewehre, ein Minenwerfer und Scheinwerfer wurden hier in Stellung gebracht.
Auch die Stellung auf dem Südsattel wurde ausgebaut und ebenfalls nach Ludwig Goiginger benannt. Dort befindet sich in den ausbetonierten Schützengräben auch eine Gedenktafel für die Angehörigen des 3. Kaiserjäger-Regiments, die die Stellung ausbetoniert hatten. Da der untere Eingang in den Goigingerstollen südlich des Werkes Tre Sassi im Schussfeld der italienischen Artillerie lag, plante man die Verlängerung des Stollens. Wegen des Zusammenbruches der Dolomitenfront im Zuge der 12. Isonzoschlacht im November 1917 kam es nicht mehr dazu.
Der Zusammenbruch der Front verhinderte womöglich auch die Sprengung des Berges. Nach den Minenspregungen am benachbarten Castelletto und am gegenüberliegenden Kleinen Lagazuoi arbeitete der italienische Genieoffizier Luigi Malvezzi im Jänner 1917 auch Pläne für eine Minensprengung am Sasso di Stria aus. Der ambiziose Plan sah den Bau eines mehrere hundert Meter langen Minenstollens vom Südsattel bis zum Nordrand des Sasso di Stria vor. Mit zwei Minenkammern sollte zum einen die das Werk Tre Sassi westlich flankierende Edelweissstellung und zum anderen der Eingang des Goigingerstollens zerstört werden.
Der Goigingerstollen ist heute begehbar, aber nicht beleuchtet. In der zweiten Hälfte des 20. Jahrhunderts wurde der Hexenstein im Zuge der touristischen Erschließung Wander- und Klettergebiet. Die Schützengräben und Stollen wurden restauriert und teilweise wieder begehbar gemacht. Sie werden heute zum Aufstieg auf den Hexenstein benutzt.

## Alpinismus
Alpinistisch rückte der Hexenstein erst gegen Ende des 19. Jahrhunderts in das Blickfeld der Bergsteiger. Vor allem die Südseite mit ihrer Wandflucht und ihren Kaminen stieß auf Interesse. Adolf und Emil Witzenmann durchstiegen geführt Antonio Dimai und Giovanni Siorpaes am 12. August 1899 erstmals die Südwand. Ein Jahr später eröffneten Viktor Wolf von Glanvell und Günther von Saar eine nach ihnen benannte Route an einem der Kamine der Südwand. Die von Fusetti bei der Besetzung des Gipfels im Oktober 1915 gewählte Route an der Südwestseite trägt seinen Namen.
Der Gipfel ist auf dem Normalweg an der Nordseite, ausgehend von der Straße am Valparolapass auf der Höhe des Forts Tre Sassi, in 1–1,5 Stunden erreichbar. Deutlich markiert und in seinem letzten Abschnitt als Klettersteig (Schwierigkeit A–B) ausgebaut ist der Wanderweg erst seit 1996. Er führt vorbei an den Kriegsstellungen und in einer Variante sogar durch einen Kriegsstollen.
Die Hexenstein-Südkante (UIAA IV+) ist eine beliebte Kletterroute. Am Ostfuß des Berges befindet sich ein Klettergarten.

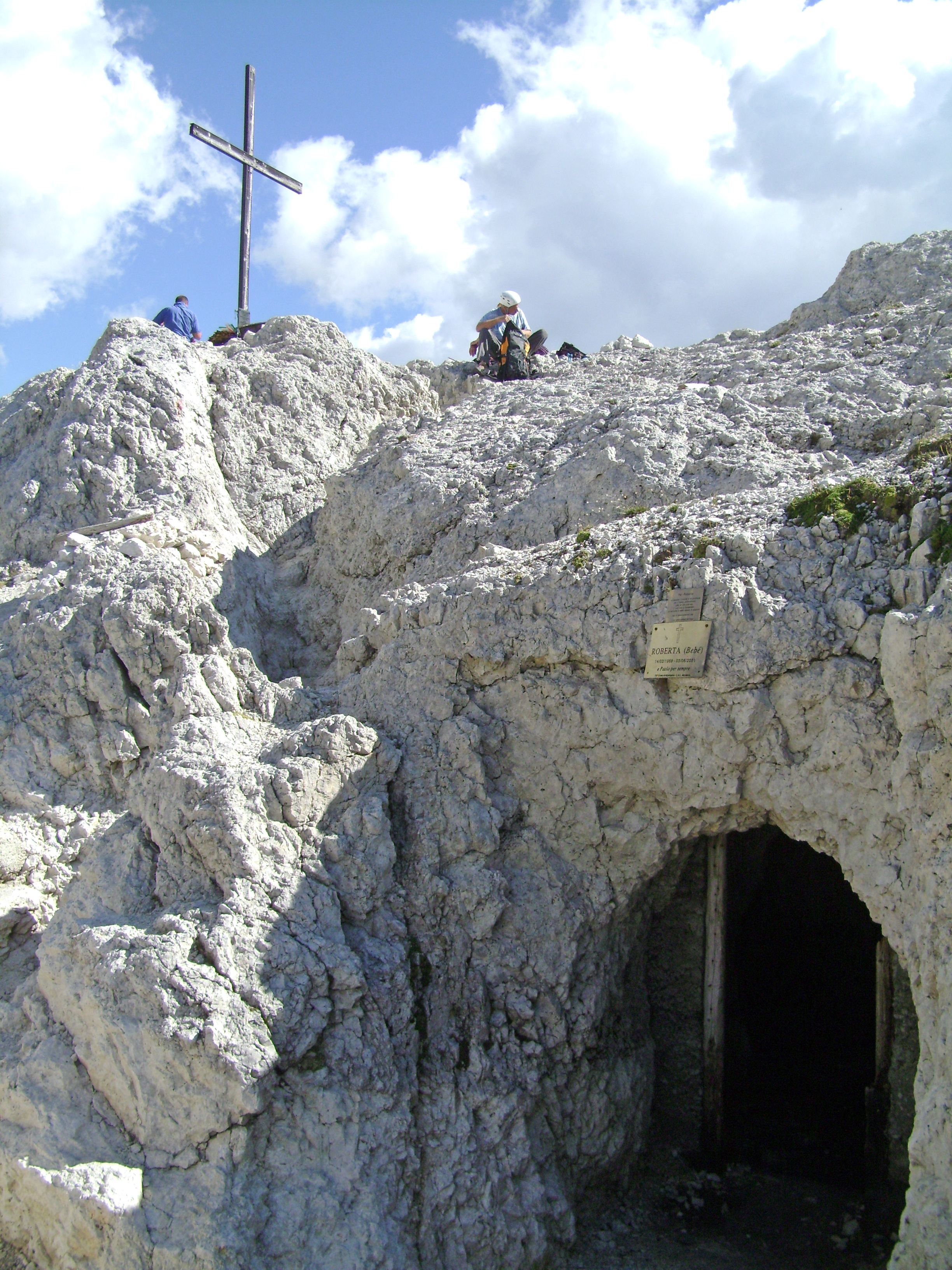
Gipfelstollen mit Gipfelkreuz
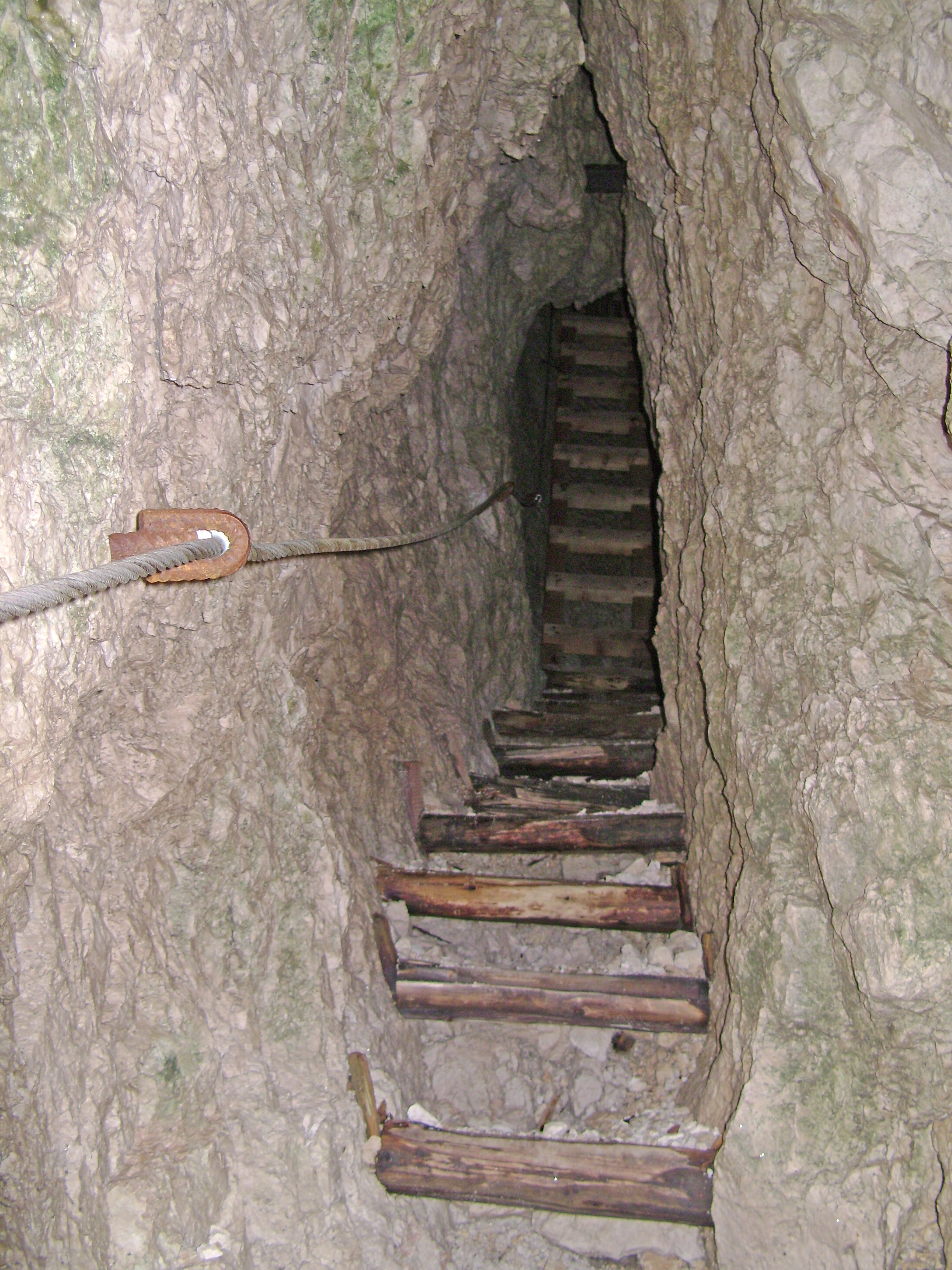
Der drahtseilversicherte Anstieg durch den Stollen
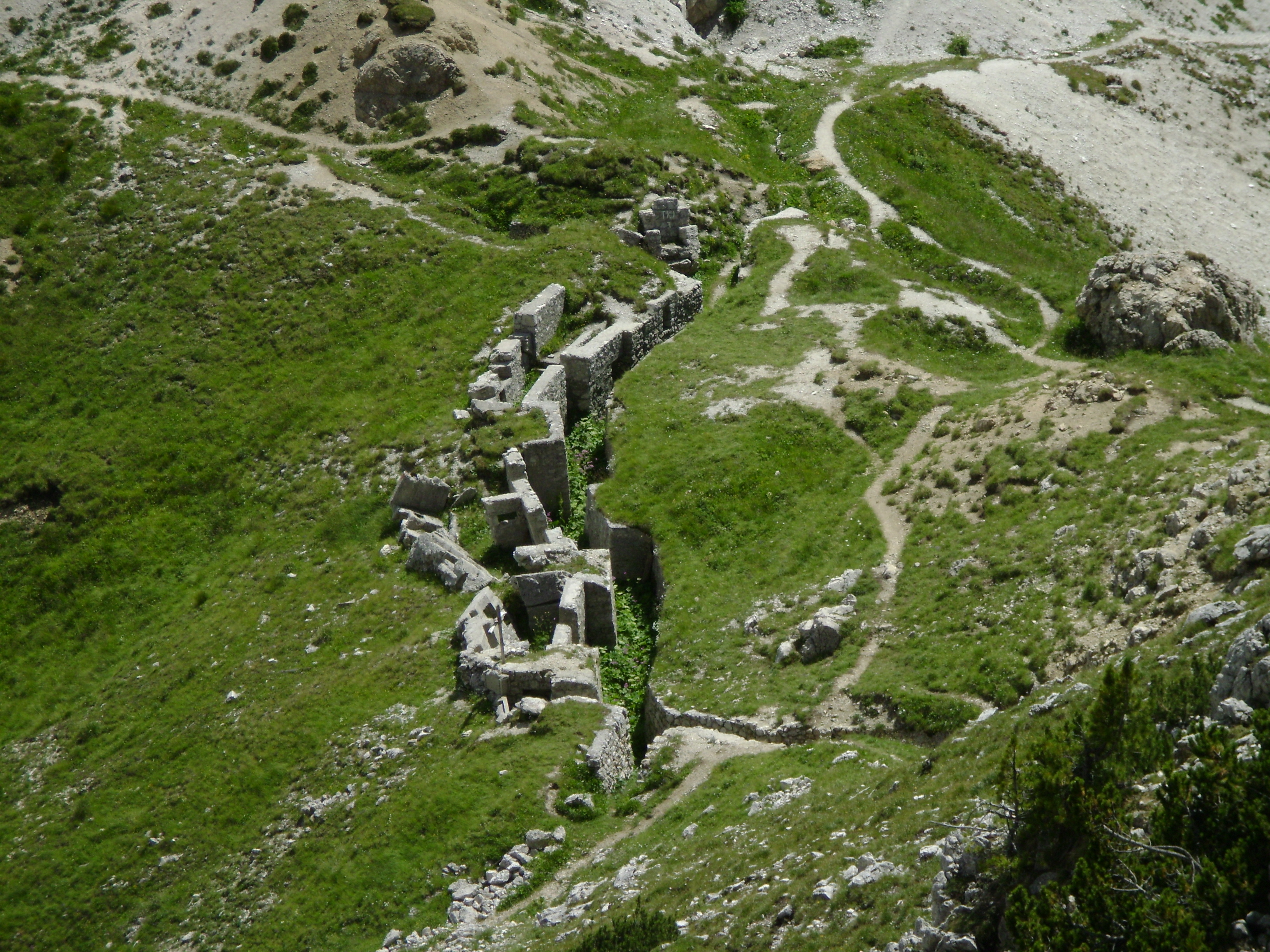
Die Goiginger-Stellung am Südsattel